# Requin-citron
Negaprion brevirostris
Espèce
Répartition géographique
Statut de conservation UICN

 VU  : Vulnérable
Le requin-citron (Negaprion brevirostris) est une espèce de requin de la famille des Carcharhinidae, vivant habituellement près des côtes.
Généralement peu agressif, il est considéré plutôt à tort comme dangereux, mais il ne l’est qu'extrêmement rarement. Les comportements d'agression contre l'homme restent très rares et le requin citron est considéré comme un "squale idéal" pour apprendre la plongée aux côtés des requins. 
Le requin-citron faucille (Negaprion acutidens) vivant dans l'océan Indien est parfois aussi dénommé requin-citron.

## Description
Le requin citron tient son nom de sa couleur légèrement jaunâtre, qui lui permet de se camoufler dans le sable. Il peut atteindre 3,40 mètres de long et pèse environ 180 kg. Sa nageoire dorsale postérieure est sensiblement de la même taille que sa nageoire dorsale antérieure. Il peut vivre 25 ans. Il est parfois accompagné par quelques petits poissons qui se collent sous son ventre et ses nageoires ou contre son dos.

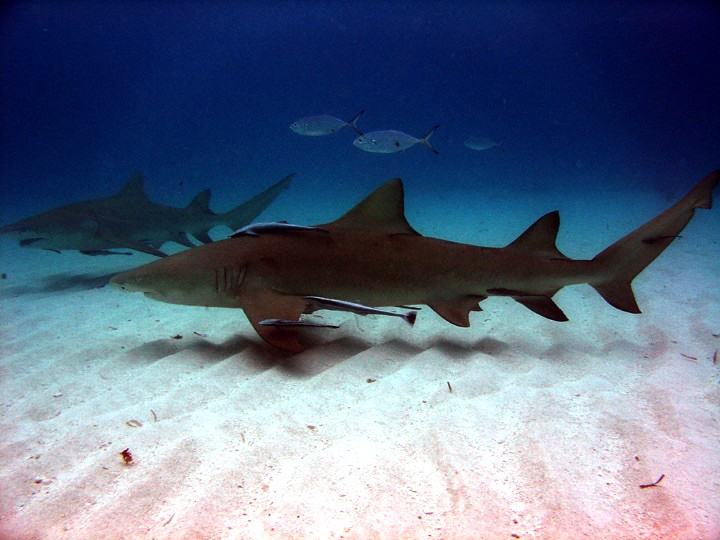
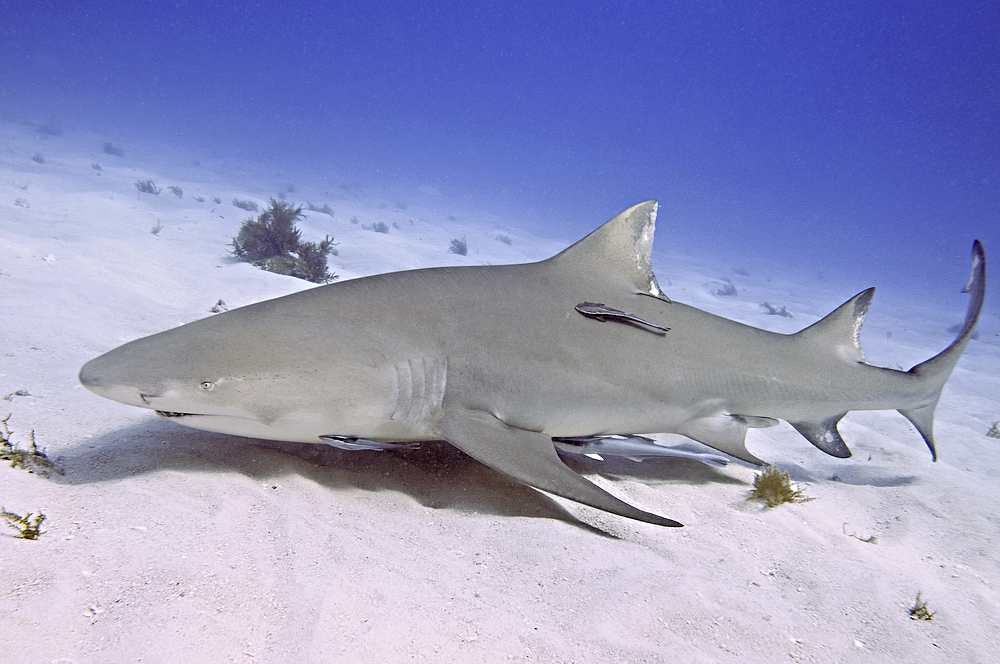
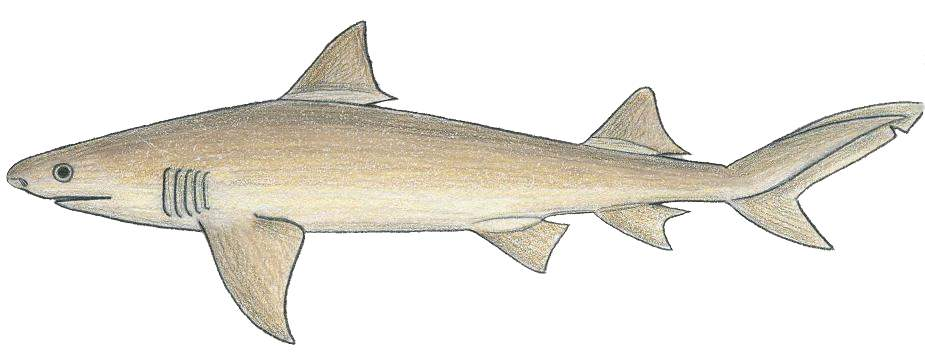
Croquis.

## Habitat
On le trouve essentiellement dans la région subtropicale des côtes atlantiques et pacifiques du Nord et du Sud américain, mais aussi dans les îles du Pacifique et sur la côte ouest de l'Afrique. Pour la sécurité des juvéniles, la femelle met bas dans la mangrove, là où aucun grand requin ne peut se faufiler.

## Reproduction
Vivipare, la femelle met au monde, après une période de gestation de 12 mois, une portée comportant de 3 à 20 petits, mesurant 60 à 65 centimètres à la naissance.
Cette espèce de requin a la particularité de mettre au monde sa progéniture sur son lieu de naissance. En effet, les femelles, au terme de leur grossesse, rejoignent l'endroit exact où elles sont nées, quelle qu'en soit la distance.

## Prédateurs
Le Requin-Citron a très peu de prédateurs connus (des requins plus gros que lui ou l'homme). Mais l'ennemi principal des Requins-Citrons juvéniles sont les adultes qui viennent dans leurs refuges à la marée montante à la recherche de proies potentielles. Sur 100 petits, la moitié est dévorée par des adultes.

## Alimentation
Son alimentation se compose principalement d'autres poissons (environ 80 %), mais peut aussi comporter des mollusques et des crustacés, et parfois même quelques oiseaux mais rarement.